# Єменьга (селище)
Єменьга (рос. Еменьга) — селище в Вельському районі Архангельської області Російської Федерації.
Населення становить 60 осіб. Входить до складу муніципального утворення Верхнешоношське муніципальне утворення.

## Історія
Від 1937 року належить до Архангельської області.
Від 2004 року належить до муніципального утворення Верхнешоношське муніципальне утворення.

## Населення
| 2002 | 2010 | 2012 | 2014 |
| ---- | ---- | ---- | ---- |
| 280  | ↘17  | ↗78  | ↘60  |